# Tänapäev
 (juillet 2024).
Tänapäev est une maison d'édition fondée le 1er septembre 1999 et basée à Tallinn en Estonie. 